# 福岡県道51号曽根鞘ヶ谷線
福岡県道51号曽根鞘ヶ谷線（ふくおかけんどう51ごう そねさやがたにせん）は、福岡県北九州市小倉南区から北九州市戸畑区に至る県道（主要地方道）である。

## 概要
北九州市小倉南区下曽根1丁目から戸畑区西鞘ケ谷町に至る。
国道322号および国道3号のショートカットとして使われる。
下曽根を起点に、小倉南区若園付近で北九州高速1号線の高架下を走りながら、右折左折を繰り返す。小倉南区北方で旧国道322号と重複する。
ほぼ全線2車線（片側1車線）であるが、小倉南区若園 - 小倉競馬場前間は4車線（片側2車線）となる。

### 路線データ
- 起点：福岡県北九州市小倉南区下曽根1丁目（下曽根一丁目交差点、福岡県道25号門司行橋線交点）
- 終点：福岡県北九州市戸畑区西鞘ケ谷町（西鞘ヶ谷交差点、国道3号戸畑バイパス交点）

## 歴史
- 1993年（平成5年）5月11日 - 建設省から、県道曽根鞘ケ谷線が曽根鞘ケ谷線として主要地方道に指定される[1]。
- 2011年（平成23年）8月26日 - 福岡県道272号を統合して路線の区域を変更する[2]。

## 路線状況

### 重複区間
- 北九州市主要地方道徳力葛原線（北九州市小倉南区津田新町3丁目 - 北九州市小倉南区津田1丁目）
- 福岡県道267号湯川石田停車場線（北九州市小倉南区下石田1丁目・南若園町2交差点 - 北九州市小倉南区若園4丁目・企救中学校交差点）
- 国道322号（北九州市小倉南区北方2丁目・北方二丁目交差点 - 北九州市小倉南区北方2丁目・競馬場入口交差点）

### 道路施設

#### 橋梁
- 郷之江橋（田原川、北九州市小倉南区）
- 長野橋（長野川、北九州市小倉南区）
- 槐田橋（稗田川、北九州市小倉南区）
- 薮瀬橋（紫川、北九州市小倉南区 - 北九州市小倉東区）

## 地理

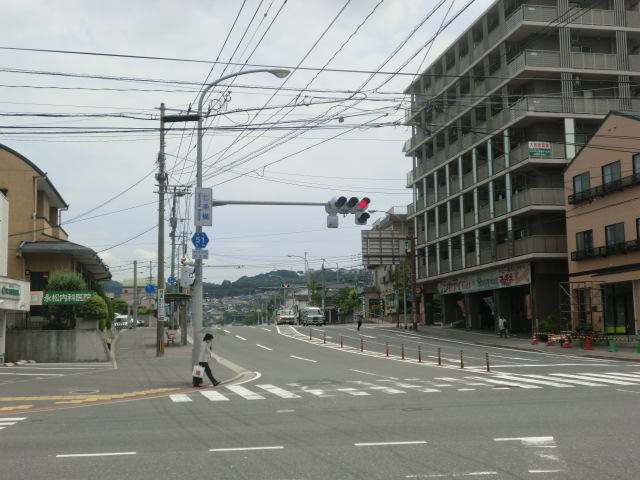
県道296号との交差点付近の様子

### 通過する自治体
- 北九州市（小倉南区 - 小倉北区 - 八幡東区 - 戸畑区）

### 交差する道路
| 交差する道路                               | 市町村名 | 市町村名 | 交差する場所  | 交差する場所              |
| ------------------------------------------ | -------- | -------- | ------------- | ------------------------- |
| 福岡県道25号門司行橋線                     | 北九州市 | 小倉南区 | 下曽根1丁目   | 下曽根一丁目交差点 / 起点 |
| 北九州市主要地方道徳力葛原線 重複区間起点  | 北九州市 | 小倉南区 | 津田新町3丁目 |                           |
| 国道10号                                   | 北九州市 | 小倉南区 | 津田1丁目     | 津田西交差点              |
| 北九州市主要地方道徳力葛原線 重複区間終点  | 北九州市 | 小倉南区 | 津田1丁目     |                           |
| 福岡県道267号湯川石田停車場線 重複区間起点 | 北九州市 | 小倉南区 | 下石田1丁目   | 南若園町2交差点           |
| 福岡県道267号湯川石田停車場線 重複区間終点 | 北九州市 | 小倉南区 | 若園4丁目     | 企救中学校交差点          |
| 国道322号 重複区間起点                     | 北九州市 | 小倉南区 | 北方2丁目     | 北方二丁目交差点          |
| 国道322号 重複区間終点                     | 北九州市 | 小倉南区 | 北方2丁目     | 競馬場入口交差点          |
| 国道322号 / バイパス                       | 北九州市 | 小倉南区 | 北方4丁目     | 競馬場前交差点            |
| 福岡県道63号長行田町線                     | 北九州市 | 小倉南区 | 蒲生2丁目     | 蒲生交差点                |
| 福岡県道63号長行田町線 / バイパス          | 北九州市 | 小倉南区 | 大字蒲生      |                           |
| 福岡県道296号大蔵到津線 / 旧電車通り       | 北九州市 | 八幡東区 | 荒生田2丁目   | 七条橋交差点              |
| 国道3号 / 戸畑バイパス                     | 北九州市 | 戸畑区   | 西鞘ケ谷町    | 西鞘ヶ谷交差点 / 終点     |

### 交差する鉄道
- 日豊本線
- 日田彦山線
- 山陽新幹線

### 沿線
- JR九州日豊本線 下曽根駅
- E3 九州自動車道 2 小倉東IC
- 横代郵便局
- 北九州医療刑務所
- 北九州市立企救中学校
- 北九州市立大学
- 北九州自動車運転免許試験場
- JRA小倉競馬場
- 山田緑地
- 北九州市立槻田小学校
- モータースクールいとうづの森
- 福岡県立八幡高等学校
- 北九州高速4号線 408 山路出入口
- 北九州市立美術館